# Lord Edgware Dies (film)
Lord Edgware Dies è un film del 1934 diretto da Henry Edwards e tratto dal romanzo Se morisse mio marito di Agatha Christie.

## Produzione
Austin Trevor torna per la terza volta ad interpretare il ruolo del detective belga Hercule Poirot dopo averlo già interpretato in Alibi e Black Coffee, entrambi del 1931.